# Alain Rey
Pour les articles homonymes, voir Rey.
Alain Rey, de son nom complet Alain Marie Rey, né le 30 août 1928 à Pont-du-Château, dans le Puy-de-Dôme, et mort le 28 octobre 2020 à Paris, est un linguiste, lexicographe et écrivain français. Il est membre de l'équipe éditoriale puis rédacteur en chef des publications des Dictionnaires Le Robert, de 1967 jusqu'à sa mort.
Alain Rey est un observateur de l'évolution de la langue française. Il incarne, à l'instar du Robert, une langue française moderne, n'hésitant pas à inclure dans ses dictionnaires du verlan ou des régionalismes. S'il n'est pas universitaire, il joue cependant un rôle majeur dans le développement de la terminologie, de la lexicologie, de l'histoire du vocabulaire, de la sémantique historique et de l'histoire culturelle des dictionnaires.

## Biographie

### Lexicographe
Alain Rey naît le 30 août 1928 à Pont-du-Château, dans le Puy-de-Dôme. Son père, Fabien Rey, est un ingénieur polytechnicien d'extrême droite,,, chanteur lyrique amateur et bibliophile. Il a une sœur cadette, la comédienne et actrice Geneviève Rey-Penchenat.
Il passe le bac à 15 ans, entre en hypokhâgne à Neuilly et intègre Science Po, d'où il sort sans diplôme, avant de faire des études de lettres et d'histoire de l'art à la Sorbonne. Il est élève à l’école d’officiers de Cherchell en Algérie, puis il fait son service militaire en Tunisie.
De retour en France, il répond en 1952 à une petite annonce de Paul Robert qui cherche des linguistes pour faire un dictionnaire. Alain Rey devient son premier collaborateur pour le Dictionnaire alphabétique et analogique. Il fait la connaissance de la linguiste Josette Debove, qui travaille dans la même équipe. Ils se marient en 1954, et collaborent jusqu'à la mort de cette dernière, en 2005. Alain Rey se remarie en 2008 avec Danièle Morvan, lexicographe et collaboratrice du Robert depuis vingt-cinq ans.
Le premier dictionnaire Le Robert paraît en 1964. Alain Rey rédige ou dirige ensuite les autres dictionnaires publiés par les éditions Le Robert : Le Petit Robert (1967), avec Josette Rey-Debove et Henri Cottez, le Micro Robert, Le Petit Robert des noms propres (1974), le Dictionnaire des expressions et locutions (1979), le Grand Robert de la langue française en neuf volumes (1985) comprenant environ 75000 entrées, le Nouveau Petit Robert de la langue française (1993), et le Dictionnaire historique de la langue française (1992).
Alain Rey dirige ensuite la rédaction du Grand Robert de la langue française en six volumes, dernière édition papier pour cet ouvrage édité en 2001 (2ème édition augmentée sur la base initiale de la seconde édition datant de 1985 avec un enrichissement de plus de 4000 mots et sens nouveaux et comprenant 250 000 citations, 80 000 entrées, 13 340 pages, etc.). En 2005, il publie le Dictionnaire culturel en langue française. Cette « Reyvolution culturelle »,a demandé plusieurs années de travail aux auteurs de l'ouvrage (parmi lesquels Jacques Le Goff et Régis Debray) et à lui-même,.

### Médias

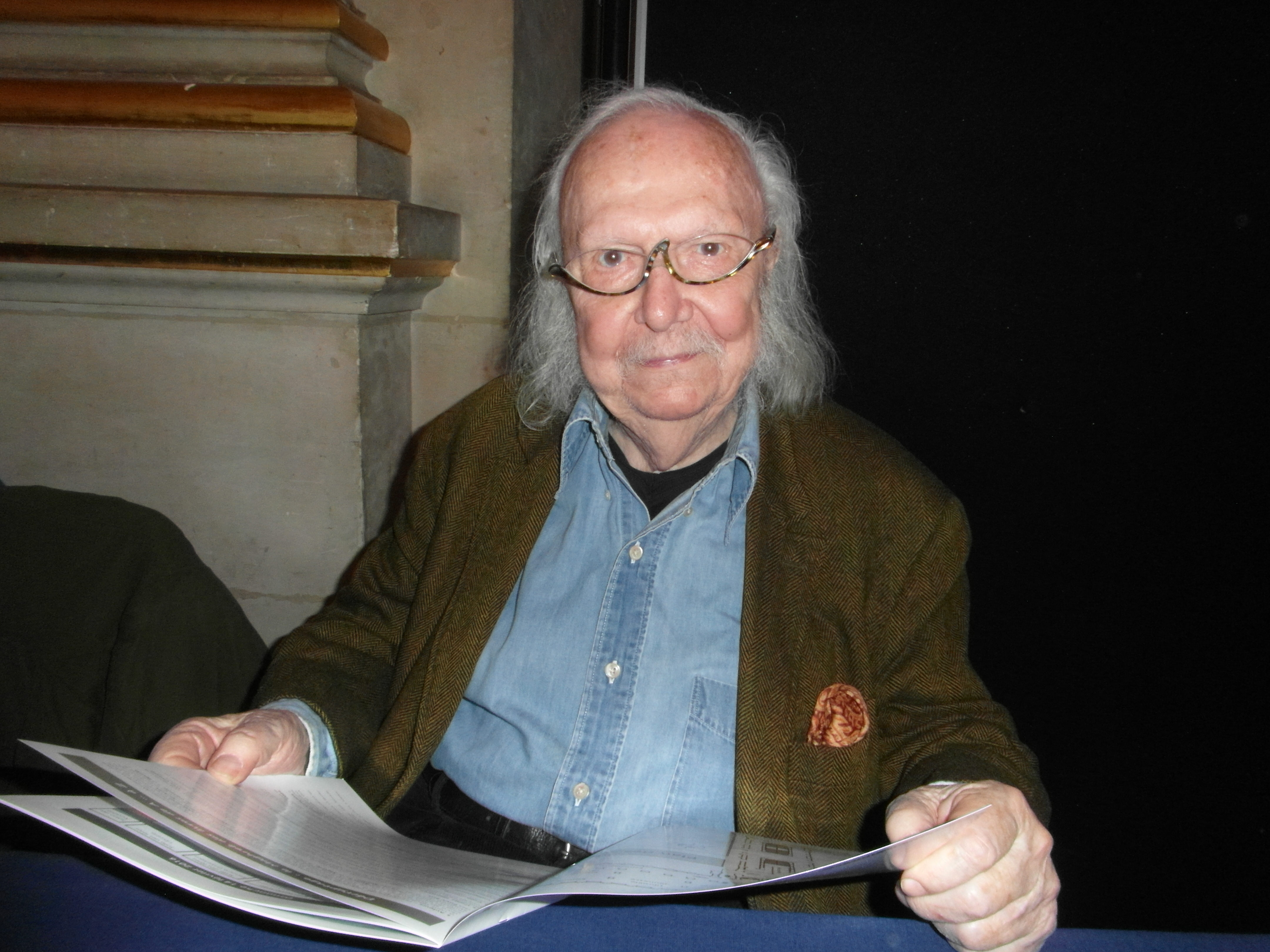
Alain Rey dans le Maghreb-Orient des livres 2016.

Alain Rey intervient régulièrement dans les médias comme spécialiste de langue française ou chroniqueur.
Entre 1993 et 2006, il conclut la matinale de France Inter par une chronique intitulée Le Mot de la fin, où il décortique les vocables de la langue, et aime souvent à traiter de la politique sous son œil libertaire. Il est mis à l'écart à la rentrée 2006, à cause de son âge estime-t-il, et pour des raisons politiques. Sa dernière chronique, le 29 juin 2006, est consacrée au mot « salut ».
Entre 2004 et 2005, il présente également après le journal de 20 heures de France 2 une chronique intitulée Démo des mots, dans laquelle il évoque l'origine, l'évolution et les dérivés des termes se rapportant à l'argent.[réf. souhaitée]
Pendant la saison 2007-2008, il participe régulièrement le dimanche matin à l'émission hebdomadaire C'est quoi ce bordel ?, que Laurent Baffie anime sur Europe 1. Là encore, son propos est d'expliquer l'origine et le sens de divers mots et expressions.[réf. souhaitée]
Alain Rey collabore également avec Le Magazine littéraire où il tient une chronique intitulée Le dernier mot, dans laquelle il retrace l'histoire d'un terme de la langue française bien souvent en liaison avec l'actualité.[réf. souhaitée]
En 2017, Alain Rey participe à un projet musical monté par le vidéaste Squeezie, et le duo de rappeurs Bigflo et Oli, visant à produire un clip sur le thème des mots inusités du dictionnaire. Ce projet rencontra un grand succès cumulant à ce jour plus de 47 millions de vues sur la plateforme de publication de vidéos Youtube pour le premier clip.

### Engagements
Il est membre de la Commission générale de terminologie et de néologie, dont il est le seul linguiste.
En 2005, Alain Rey est signataire de l'Appel à la vigilance contre le néocréationnisme et les intrusions spiritualistes en science. En 2012, il soutient la candidature de François Hollande à l'élection présidentielle.

### Mort
Il meurt à Paris le 28 octobre 2020 à l'âge de 92 ans, et y est inhumé au cimetière du Père-Lachaise (division 44).

## Distinctions

### Décorations
- Officier de la Légion d'honneur[20].
- Commandeur de l'ordre national du Mérite[21].
- Commandeur de l'ordre des Arts et des Lettres[21].
- Chevalier de l'Ordre national du Québec[21].

### Récompenses
- 1970 : prix de la langue-française de l'Académie française[22].
- 1993 : prix de la langue française
- 2007 : prix de la biographie de l'Académie française[22].
- 2008 : docteur honoris causa de l'Université de Montréal[23],[24]
- 2014 : élection à l'académie Alphonse-Allais.

### Autres distinctions
- En 1971 il est invité d'honneur de l'Oulipo[25].
- Sa ville natale de Pont-du-Château l'a nommé citoyen d'honneur et a donné son nom à la médiathèque.
- Une Semaine du mot et un colloque Alain Rey : le malin génie de la langue française, organisés par François Gaudin, lui ont été consacrés en juin 2009 à l'Université de Rouen. Deux ouvrages d'hommage ont été publiés à cette occasion (cf. bibliographie).

## Publications

### Ouvrages
Les différentes éditions du dictionnaire Le Robert et de ses dérivés (Petit Robert, Dictionnaire historique de la langue française, etc.) n'ont pas été prises en compte.
- La Lexicologie, Paris, Klincksieck, 1970 [choix de textes].
- Littré : l’humaniste et les mots, Paris, Gallimard, 1970  (ISBN 2-07-027319-9).
- Théories du signe et du sens. 1, Paris, Klincksieck, 1973  (ISBN 2-252-01601-9) [choix de textes].
- Théories du signe et du sens. 2, Paris, Klincksieck, 1976  (ISBN 2-252-01798-8) [choix de textes].
- Le Lexique : images et modèles, du dictionnaire à la lexicologie, Paris, Armand Colin, 1977 [recueil d'articles publiés entre 1965 et 1970].
- Les Spectres de la bande : essai sur la B.D., Paris, Éditions de Minuit, 1978  (ISBN 2-7073-0215-5) [publié en partie en 1976 dans la revue Tel quel. A fait l'objet en 1982 d'une traduction en italien].
- Noms et notions : la terminologie, coll. « Que sais-je ? », Paris, Presses universitaires de France, 1979  (ISBN 2-13-036047-5).
- Encyclopédies et dictionnaires, coll. « Que sais-je ? », Paris, Presses universitaires de France, 1982  (ISBN 2-13-037447-6).
- Révolution : histoire d’un mot, Paris, Gallimard, 1989  (ISBN 2-07-071741-0).
- Le Réveille-mots : une saison d'élection, Paris, Éditions du Seuil, 1996  (ISBN 2-02-028559-2) [recueil de chroniques diffusées sur France Inter dans l'émission « Le mot du jour »].
- Des mots magiques, Paris, Desclée de Brouwer, 2003  (ISBN 2-220-05283-4) [livre pour enfants consacré aux mots ou expressions « bonjour », « au revoir », « s'il vous plaît », « merci », « allô », « comment ça va ? », « pardon »].
- À mots découverts, Paris, Robert Laffont, 2006  (ISBN 2-221-10543-5) [recueil des chroniques tenues par l'auteur sur France Inter de 2000 à 2005].
- Antoine Furetière : un précurseur des Lumières sous Louis XIV, Paris, Fayard, 2006  (ISBN 2-213-63025-9).
- L'Amour du français : contre les puristes et autres censeurs de la langue, Paris, Denoël, 2007  (ISBN 978-2-207-25718-0).
- Mille ans de langue française : histoire d'une passion, avec Frédéric Duval et Gilles Siouffi, Paris, Perrin, 2007  (ISBN 978-2-262-02270-9).
- Miroirs du monde : une histoire de l'encyclopédisme, Paris, Fayard, 2007  (ISBN 978-2-213-63106-6).
- Encore des mots à découvrir : nouvelles chroniques au fil de l'actualité, Paris, Points, 2008  (ISBN 978-2-7578-0570-1) [chroniques tenues sur France Inter].
- Le Français : une langue qui défie les siècles, Paris, Gallimard, 2008  (ISBN 978-2-07-034526-7).
- Les Mots de saison, Paris, Gallimard, 2008  (ISBN 978-2-07-034838-1).
- Lexi-com. 1, De « bravitude » à « bling-bling », Paris, Fayard, 2008  (ISBN 978-2-213-63220-9).
- De l'artisanat des dictionnaires à une science du mot, Paris, Armand Colin, 2008  (ISBN 978-2-200-35145-8) [nouvelle édition de Le lexique : images et modèles].
- L'Esprit des mots, Mont-Saint-Aignan, Publications des Universités de Rouen et du Havre, 2009  (ISBN 978-2-87775-472-9) [publié à l'occasion du colloque international « Alain Rey ou Le malin génie de la langue française » tenu à l'université de Rouen par le laboratoire « Linguistique, didactique, francophonie » en juin 2009].
- À bas le génie ! et autres chroniques décalées, illustrations de Daniel Maja, Paris, Fayard, 2009  (ISBN 978-2-213-64333-5) [recueil de chroniques tenues dans le Magazine littéraire].
- Au cœur du luxe : les mots, préface de Régis Debray, Beyrouth, Éd. Dar An-Nahar, 2011  (ISBN 978-9953-74-326-4).
- Dictionnaire amoureux des dictionnaires, dessins d'Alain Bouldouyre, Paris, Plon, 2011  (ISBN 978-2-259-20511-5).
- La Langue sous le joug, Mont-Saint-Aignan, Publications des universités de Rouen et du Havre, 2011  (ISBN 978-2-87775-545-0) [texte d'une conférence tenue à Yvetot (Seine-Maritime) en mai 2010 à l'issue de la projection du film de Stan Neumann La langue ne ment pas].
- Trop fort, les mots ! : 50 mots, illustrations de Zelda Zonk, Toulouse, Milan, 2012  (ISBN 978-2-7459-4685-0) [livre pour enfants exposant l'histoire de 50 mots ou expressions du français quotidien].
- Dictionnaire amoureux du diable, dessins d'Alain Bouldouyre, Plon, 2013  (ISBN 978-2-259-21733-0).
- Des pensées et des mots, préface de Giovanni Dotoli, Paris, Hermann, 2013  (ISBN 978-2-7056-8687-1).
- Le Voyage des mots : de l'Orient arabe et persan vers la langue française, calligraphies de Lassaâd Metoui, Paris, Guy Trédaniel, 2013  (ISBN 978-2-8132-0646-6).
- Le Voyage des formes : l'art, matière et magie, calligraphies de Lassaâd Metoui, Paris, Guy Trédaniel, 2014  (ISBN 978-2-8132-0773-9).
- 200 drôles d'expressions que l'on utilise tous les jours sans vraiment les connaître, avec la collaboration de Stéphane De Groodt, Paris, Le Robert, 2015  (ISBN 978-2-298-11708-0).
- Parler des camps au XXIe siècle : les étapes de la migration, photographies de Guillaume Lavit d'Hautefort, Paris, Guy Trédaniel, 2015  (ISBN 978-2-8132-0902-3).
- Pourvu qu'on ait l'ivresse : de l'alcool à l'extase, un voyage à travers les arts et les lettres, calligraphies de Lassaâd Metoui, Paris, Robert Laffont, 2015  (ISBN 978-2-221-19029-6).
- De la nécessité du grec et du latin : logique et génie, avec Gilles Siouffi, Paris, Flammarion, 2016  (ISBN 978-2-08-137635-9).
- Pierre qui roule n'amasse pas mousse et autres proverbes, illustrations de Grandville, Paris, BnF Éd., 2017  (ISBN 978-2-7177-2739-5).
- Polyphonies, avec Fabienne Verdier, Paris, Albin Michel, 2017  (ISBN 978-2-226-32162-6).
- Hommage aux mots : l'intelligence des dictionnaires, préface de Giovanni Dotoli, Paris, Hermann, 2018  (ISBN 978-2-7056-9730-3).
- Mes émotions en expressions, avec Danièle Morvan, illustrations de Roland Garrigue, Paris, Le Robert, 2018  (ISBN 978-2-321-01292-4) [ouvrage destiné aux enfants].
- Un poète, messager du langage : Giovanni Dotoli, Paris, L'Harmattan & Alberobello (Italie), AGA Ed., 2018  (ISBN 978-2-343-14963-9) (L'Harmattan),  (ISBN 978-88-9355-049-9) (AGA Ed.).

### Préfaces
- Préface de : Dictionnaires en procès, textes réunis et présentés par François Gaudin, Limoges, Lambert-Lucas, 2015  (ISBN 978-2-35935-105-7).
- Préface de : La lexicographie militante : dictionnaires du XVIIIe au XXe siècle, François Gaudin (dir.), Paris, H. Champion, 2013  (ISBN 978-2-7453-2530-3).